# Поляновка (Челябінська область)
Поляновка (рос. Поляновка) — село у Пластовському районі Челябінської області Російської Федерації.
Входить до складу муніципального утворення Кочкарське сільське поселення. Населення становить 295 осіб (2010).

## Історія
Від 2004 року належить до Пластовського району Челябінської області.
Згідно із законом від 13 вересня 2004 року органом місцевого самоврядування є Кочкарське сільське поселення.

## Населення
| 2002 | 2010 |
| ---- | ---- |
| 295  | →295 |